# Paměť dívky
Paměť dívky (francouzsky Mémoire de fille) je vzpomínková kniha od francouzské spisovatelky Annie Ernauxové, vydaná v roce 2016. Jedná se o jednu z posledních knih této autorky, která byla oceněná Nobelovou cenou za literaturu v roce 2022.

## Děj
Autorka se ve své knize snaží vrátit do oné památné noci v létě 1958, aby porozuměla změnám, které otřásly s její životní cestu na další dva roky. Autorka se neustále pohybuje tam a zpět mezi „dívkou z roku 1958“ a dívkou dneška a líčí vzpomínky na svou první noc s mužem a následky, které měla na ženu, jíž se stala. Annie Ernauxová vypraví pomocí dopisů psaných přátelům, starých fotografií a skvělou prací se svými vzpomínkami. Za práci s pamětí byla oceněna i Nobelovou cenou. Celou knihou prostupuje téma: Jakou dívkou jsem kdysi byla?

V této knize se po téměř šedesáti letech ohlíží za rokem, kdy jí bylo 17 let, kdy měla první sexuální zážitek. Vypráví pak nadcházející roky: studium na lyceu, pokračování na pedagogickou školy i zážitky z doby, kterou trávila v Anglii jako au-pair. 
„Nedává mi spát myšlenka, že bych mohla zemřít, aniž jsem napsala o té, které jsem velmi brzy začala říkat ‚dívka z osmapadesátého‘. Jednoho dne už nezbude nikdo, kdo by si na ni vzpomněl. To, co prožila pouze ona dívka a žádná jiná, zůstane nezaznamenáno, prožité nadarmo.“

## Téma
Hlavním tématem je změna, kterou žena prochází po první sexuálním zážitku. Dále ale autorka rozebírá nespokojenost se svým tělem, poruchy příjmu potravy, nebo například osamělost. Snaží se také ukázat rozdíl mezi vrstvami společnosti (její rodina vlastní malý obchod, ale její spolužačky pochází z rodin úředníků, učitelů na univerzitě či ředitelů bank). V neposlední řadě nás také seznamuje se svou cestou k feminismu, kterou odhalovala pomocí Simone de Beauvoir, slavné autorky své doby.
„Paměť dívky přináší příběh o dospívání v ženském podání. Neboť ženy dospívají jinak než muži.“ 

## Reakce na dílo
Kniha v Česku vyšla 6 let po uvedení francouzského originálu, roce 2023.
Server Aktuálně.cz přinesl recenzi Jan Němec, který porovnává dílo s její předchozí vzpomínkovou knihou: „Ve srovnání se suverénními Roky, které byly jednou z událostí loňské překladové literatury, Paměť dívky zanechává trochu rozpačité pocity. Snad to může být znamením, že dívka z osmapadesátého se znovu stala součástí ženy na druhé straně života. Pro čtenáře to však kdovíjaká pointa není.“ Dále zmiňuje autorčin typický rukopis – tzv. plochý styl. Paměť dívky je dokonalou prací se vzpomínkami, oproti starším dílům je však kniha mnohem osobnější. Annie Ernaux se nám svěřuje s pocity, které prožívala, jak v roce 1958, tak při psaní knihy.
Klára Vlasáková napsala recenzi pro Seznam Zprávy, kde vyzdvihuje autorčinu schopnost pracovat s minulostí: „Literatura je tak v rukou Ernaux superschopnost – dokáže přetočit čas, zmrazit ho nebo najít ve vzpomínkách významy a přesahy, které by se bez literárního ztvárnění nikdy nevyjevily. [...] Jsou to ostatně právě současní slavní francouzští autoři a autorky, kteří napřímo uvádějí, že myslet literaturou pro ně znamená vracet se ke svým osobním či rodinným zkušenostem a nacházet v nich dynamiky celospolečenských nerovností a hierarchií.“ Opět pak knihu porovnává s dílem Roky a upozorňuje na užívání ich-formy.